# Willi Kirschner
Wilhelm (“Willi”) Kirschner (Sibiu, 9 december 1911 – Drabenderhöhe, 26 maart 1994) was een Roemeens handballer van Duitse afkomst.
Op de Olympische Spelen van 1936 in Berlijn eindigde hij op de vijfde plaats met Roemenië. Kirschner speelde drie wedstrijden.
In zijn actieve tijd was hij aangesloten bij Hermannstädter Turnverein.
Dragan Comanescu · Péter Facsi · Carol Haffer · Ludovic Haffer · Fritz Halmen · Willi Heidel · Hans Hermannstädter · Hans Georg Herzog · Alfred Höchsmann · Bruno Holzträger · Fritz Kasemiresch · Willi Kirschner · Stippi Orendi · Günther Schorsten · Oki Sonntag · Robert Speck · Willi Zaharias · Hans Zikeli · Ștefan Zoller